# The Loving Spirit

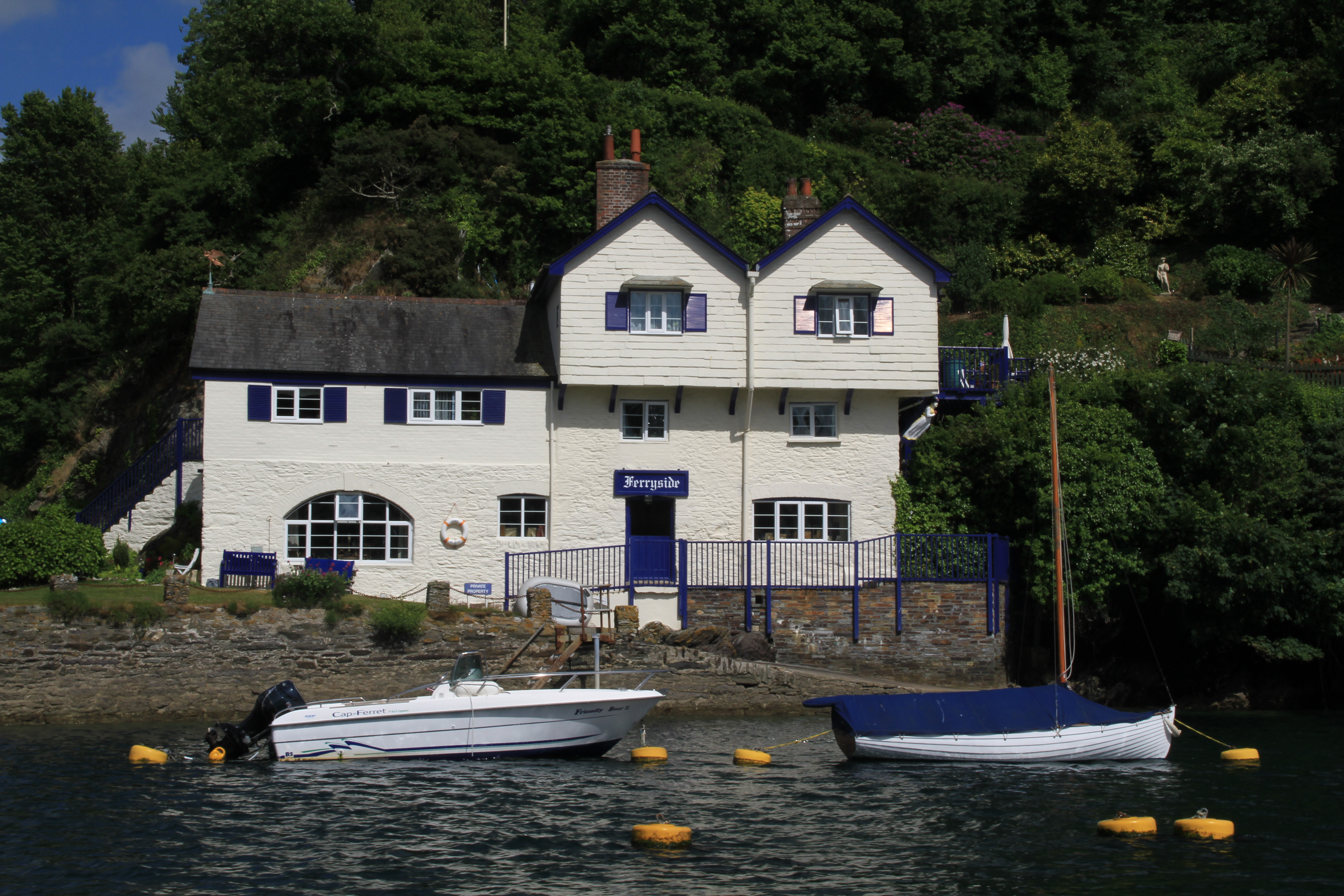
Posiadłość Ferryside, gdzie Daphne du Maurier rozpoczęła pracę nad powieścią "The Loving Spirit"

The Loving Spirit – pierwsza powieść autorstwa Daphne du Maurier. Została opublikowana w 1931 roku przez Williama Heinemanna.
Tytuł został zainspirowany wierszem Emily Brontë. Daphne du Maurier często czerpała inspirację od sióstr Brontë, która przejawia się między innymi w najsłynniejszej powieści autorki – Rebece.
Daphne du Maurier rozpoczęła pracę nad The Loving Spirit w październiku 1929, w Ferryside, domu wakacyjnym rodziny du Maurier w Bodinnick, w Kornwalii.
The Loving Spirit opowiada historię rodziny Coombe, toczącą się na przestrzeni czterech pokoleń, poczynając od Janet Coombe przez Josepha Coombe, Christophera Coombe, po losy Jennifer Coombe. Powieść jest oparta na prawdziwych wydarzeniach, jednak poszczególne dane t.j imiona czy nazwy miejsc zostały zmienione (rodzinę Slade, będącą inspiracją dla autorki przemianowano na rodzinę Coombe).

## Streszczenie
Powieść rozpoczyna się od historii Janet, młodej kobiety, która poślubia Thomasa Coomce'a, budowniczego statków w Plyn. Doczekują się kilku dzieci, ich synowie podążają w ślad za ojcem ścieżką rodzinnego biznesu. Inną drogę życiową wybiera jedynie Philip, który zostaje urzędnikiem w lokalnym urzędzie przewozowym oraz Joseph, który podobnie jak Janet, pragnie wyruszyć w morze.
Fowey było w tym czasie ruchliwym portem, a Joseph służył na pokładzie morskiego statku handlowego. Z czasem Joseph zdobywa certyfikat mistrzowski, a rodzina zgadza się na zbudowanie mu własnego statku i nazwanie go Janet Coombe. W dniu wodowania dochodzi jednak do tragedii, a Janet umiera z powodu problemów z sercem.
Od tego momentu książka skupia się na Josephie, który większość czasu spędza na morzu. Po pewnym czasie poślubia Susan Collins i doczekuje się z nią dzieci. Pragnie, by jego najmłodszy syn Christopher ruszył w jego ślady i rozpoczął pracę na pokładzie statku. Plany zostają jednak pokrzyżowane, gdy Christopher deklaruje swoją nienawiść do morza, co doprowadza do rozłamu między ojcem i synem. Christopher w czasie rozładunku w Londynie porzuca Janet Coombe, a Joseph, zrozpaczony tą wiadomością nie chce mieć z synem nic wspólnego. Ponadto rywalizacja Christophera i jego brata Philipa, podsycana jest zalotami obu mężczyzn do tej samej dziewczyny. Ostatecznie Joseph zdobywa jej rękę i bierze z nią ślub, jednak stopniowo zaczyna mu słabnąć wzrok. Gdy jego utrata uniemożliwia mu powrót na morze, staje się niestabilny psychicznie, a jego młoda żona umiera przy porodzie. Wtedy Joseph słyszy wezwanie swojej zmarłej matki i dochodzi do ich spotkania w ruinach stojącego na klifie zamku. Kiedy wraca, jego brat Philip umieszcza go w szpitalu psychiatrycznym.
Christopher powraca do Kornwalii ze swoją żoną i dziećmi, a w międzyczasie umiera jego ojciec. Kontaktuje się więc ze swoim wujem, aby porozmawiać o majątku swojego ojca i udziałach w statku. Philip, który awansował na czołowe stanowisko w branży spedycyjnej, informuje go, że z majątku nic nie pozostało, a udziały zostały wykorzystane na pokrycie kosztów szpitala psychiatrycznego. Choć ma niewiele wspólnego z budową łodzi i nie utrzymuje kontaktów ze swoimi krewnymi, zamawia remont statku, a następnie odmawia zapłaty. To zupełnie niszczy rodzinny biznes. Pod koniec trzeciej części książki Christopher umiera, próbując uratować statek Janet Coombe, gdy ten w czasie złej pogody doznaje uszkodzenia. Kosztem życia udaje się go ocalić, jednak stan Janet Coombe uniemożliwia jego dalszą żeglugę. Umierając, Christopher wykrzykuje, że pokonał swój strach przed morzem.
Czwarta część książki opowiada o córce Christophera, Jennifer Coombe. Zabrana przez matkę z powrotem do Londynu dorasta, pragnąc powrócić do Plyn. Udaje jej się to, gdy dziewczyna ma 19 lat. Jennifer napędza pragnienie zemsty na Philipie za okrucieństwo, jakiego dopuścił się wobec jej ojca i dziadka. Zaprzyjaźnia się z Philipem, a następnie wydaje zgromadzony przez niego majątek na renowacje i inne cele dobroczynne. W tym samym czasie w miejscu, w którym opuszczono rodzinny statek poznaje ona swojego odległego kuzyna Johna. Na pokładzie Janet Coombe Jennifer znajduje nigdy nieotwarte listy napisane przez jej ojca, zaadresowane do Josepha. Powieść kończy się samobójstwem Philipa, oraz jego atakiem na Jennifer, która zostaje szczęśliwie uratowana przez Johna. Niedługo później para bierze ślub w kościele Lanteglos.

## Tło
Daphne du Maurier napisała swoją pierwszą powieść po przypadkowym odkryciu w Pont Creek rozbitego szkunera Jane Slade, nazwanego na jej cześć Janet Coombe (Slade). Zainspirowało ją to do zbadania historii rodziny Slade oraz losów samej Jennifer.
Figurka Janet Coombe została usunięta ze statku i umieszczona na belce w Ferryside. Można ją zobaczyć przechodząc obok domu od strony rzeki, a nawet od strony  przeprawy promowej Fowey. W pobliżu kościoła Lanteglos znajduje się miejsce, w którym Janet Coombe (Slade) wyszła za mąż i gdzie została pochowana wraz z innymi członkami swojej rodziny.
Książka The Loving Spirit zwróciła szczególną uwagę młodego majora brytyjskiej armii, Fredericka A.M. „Boya” Browninga. Mężczyzna wyruszył w podróż, aby spotkać się i porozmawiać z autorką. Do spotkania w końcu doszło, a para zawiązała bliższy kontakt. Kilka miesięcy później, w 1932 roku wzięli ślub.